# Питешти
Питешти или Питешт (рум. Piteşti) град је у Румунији, у средишњем делу земље, у историјској покрајини Влашка. Питешти је управно средиште округа Арђеш.
Питешти се простире се на 40,7 km² и према последњем попису из 2002. године у граду је живело 168.458 становника.

## Географија
Град Питешти налази се у северном делу историјске покрајине Влашка, у западном делу њене области Мунтеније. Град је смештен у долини реке Арђеш, где се образована данашња румунска држава. Град се налази у веома плодној и густо насељеној јужној подгорини Карпата са воћњацима и виноградима. Јужно од града пружа се Влашка низија, а северно планински масиви Карпата под шумама у пашњацима.

## Историја
Насеље се развија од 14. века као важан трговачки центар. Постао је град још у средњем веку, од села и вашаришта. Први историјски помен је из 1326. године, у вези војводе Мирче. Ту се временом, повремено налази седиште бесарабских владара, о којима се зна на основи издатих повеља. Због свог важног стратешког положаја у граду и околини у сваком рату су се водиле борбе.
Град има одувек вишенационални карактер, због живог саобраћаја и интензивне трговине. Године 1838. ту је било 4015 становника, од којих су 2233 Румуни. Срба је било тада 960 душа или 23%. Помињу се такође бројни Роми, затим Грци, Јевреји и Јермени.
По завршетку Првог светског рата 1920. године у Питештију је основано војничко гробље. На "Гробљу части погинулих јунака" су сахрањени погинули војници, њих 1688. Поред 1077 Румуна, ту почивају и 609 војника Немаца и Аустријанаца - "српског порекла" (Срба из Аустроугарске).
Отворен је 2019. године српски конзулат у Питештију. Братимљени су неколико деценија раније градови Питешти и Крагујевац, чији се ученици и студенти редовно посећује једном годишње. Оба града су центри аутомобилске индустрије својих држава.

## Становништво
| 2011.   |
| ------- |
| 155.383 |

Матични Румуни чине већину градског становништва Питештија, а од мањина присутни су само Роми.

## Привреда
Питешти представља центар ауто-индустрије у земљи (фабрика аутомобила "Дача" је смештена у оближњем месту Миовени), неколико других произвођача аутомобилских делова се такође налазе овде ("Дракслмајер“, корпорација „Леар И Валео"). У граду је такође смештена и рафинерија „Арпехим“, која је део "Петром" групе.

## Знаменитости
Питешти је познат као једно од средишта средњовековне Румуније, са веома добро очуваним старим црквама у граду и околини.

## Партнерски градови
- Крагујевац
- Казерта
- Спрингфилд
- Борланге
- Сумгајит
- Бидгошч
- Мунтинлупа
- Tynaarlo